# Cleveland Open (xadrez)
O Cleveland Open é um torneio anual de xadrez realizado em Cleveland, Ohio, Estados Unidos desde 1992.

## Campeões
| Ano  | Campeão(ões)                                                                             |
| ---- | ---------------------------------------------------------------------------------------- |
| 1992 | David Presser, Kenneth Panzel                                                            |
| 1993 | Boris Men                                                                                |
| 1996 | Dmitry Berkovich                                                                         |
| 2000 | Calvin Blocker                                                                           |
| 2002 | Calvin Blocker, Stanislav Kriventsov                                                     |
| 2003 | Stanislav Kriventsov                                                                     |
| 2008 | Sergey Erenburg, Nikola Mitkov                                                           |
| 2009 | Alexander Shabalov                                                                       |
| 2010 | Mark Paragua, Alexander Shabalov, Iryna Zenyuk                                           |
| 2011 | Ardash Jayakumar, Atulya Shetty, Iryna Zenyuk                                            |
| 2012 | Sergey Kudrin, John Miller, Bryan Smith                                                  |
| 2013 | Sergey Kudrin, Gopal Menon, Gabriel Petesch                                              |
| 2014 | Jay Bonin, Ronald Burnett, Florin Felecan, Walker Griggs, Sergey Kudrin, Gabriel Petesch |
| 2015 | Jay Bonin                                                                                |
| 2016 | Fidel Corrales Jimenez                                                                   |